# Il Divo (musikalbum)
Il Divo är Il Divos debutalbum, utgivet den 1 november 2004. Inspelningarna påbörjades i Sverige och färdigställdes i England närmare bestämt i London.

## Låtförteckning
1. "Unbreak My Heart (Regresa a mí)" – 4:42
2. "Mama" – 3:18
3. "Nella Fantasia" – 4:26
4. "Passerà" – 4:41
5. "Unchained Melody (Senza Catene)" – 3:51
6. "Everytime I Look At You" – 3:29
7. "Ti Amerò" – 4:01
8. "Dentro Un Altro Si" – 4:34
9. "The Man You Love" – 3:56
10. "Feelings" – 3:39
11. "Hoy que ya no estás aquí" – 4:19
12. "Sei Parte Ormai Di Me" – 4:28
13. "My Way (A mi manera)" – 4:28